# تشاد دومبروفسكي
تشاد دومبروفسكي (بالإنجليزية: Chad Dombrowski)‏ هو لاعب كرة قدم أمريكي في مركز الدفاع، ولد في 5 أكتوبر 1980 في وست ألس في الولايات المتحدة. لعب مع ميلواكي وايف ونادي شمال كارولاينا.